# سی‌دی‌های تک‌آهنگ (سال‌های ۸۸ تا ۹۱)
سی‌دی‌های تک‌آهنگ (سال‌های ۸۸ تا ۹۱) (به انگلیسی: The CD Singles '88–91') آلبومی از هنرمند اهل انگلستان موریسی است.